# Haumaniastrum
Haumaniastrum is een geslacht uit de lipbloemenfamilie (Lamiaceae). De soorten uit het geslacht komen voor in tropisch en zuidelijk Afrika en op het eiland Madagaskar.

## Soorten
- Haumaniastrum alboviride (Hutch.) P.A.Duvign. & Plancke
- Haumaniastrum bianense A.J.Paton
- Haumaniastrum buettneri (Gürke) J.K.Morton
- Haumaniastrum caeruleum (Oliv.) P.A.Duvign. & Plancke
- Haumaniastrum chartaceum A.J.Paton
- Haumaniastrum cordigerum P.A.Duvign. & Plancke
- Haumaniastrum coriaceum (Robyns & Lebrun) A.J.Paton
- Haumaniastrum cubanquense (R.D.Good) A.J.Paton
- Haumaniastrum dissitifolium (Baker) A.J.Paton
- Haumaniastrum glabrifolium A.J.Paton
- Haumaniastrum graminifolium (Robyns) A.J.Paton
- Haumaniastrum kaessneri (S.Moore) P.A.Duvign. & Plancke
- Haumaniastrum katangense (S.Moore) P.A.Duvign. & Plancke
- Haumaniastrum lantanoides (S.Moore) P.A.Duvign. & Plancke
- Haumaniastrum linearifolium (De Wild.) P.A.Duvign. & Plancke
- Haumaniastrum membranaceum A.J.Paton
- Haumaniastrum minor (Briq.) A.J.Paton
- Haumaniastrum morumbense (De Wild.) A.J.Paton
- Haumaniastrum paniculatum (Briq.) A.J.Paton
- Haumaniastrum polyneurum (S.Moore) P.A.Duvign. & Plancke
- Haumaniastrum praealtum (Briq.) P.A.Duvign. & Plancke
- Haumaniastrum robertii (Robyns) P.A.Duvign. & Plancke
- Haumaniastrum rosulatum (De Wild.) P.A.Duvign. & Plancke
- Haumaniastrum rupestre (R.E.Fr.) A.J.Paton
- Haumaniastrum semilignosum (P.A.Duvign. & Plancke) P.A.Duvign. & Plancke
- Haumaniastrum sericeum (Briq.) A.J.Paton
- Haumaniastrum speciosum (E.A.Bruce) A.J.Paton
- Haumaniastrum stanneum A.J.Paton
- Haumaniastrum suberosum (Robyns & Lebrun) P.A.Duvign. & Plancke
- Haumaniastrum timpermanii (P.A.Duvign. & Plancke) P.A.Duvign. & Plancke
- Haumaniastrum triramosum (N.E.Br.) A.J.Paton
- Haumaniastrum uniflorum A.J.Paton
- Haumaniastrum vandenbrandei (P.A.Duvign. & Plancke) P.A.Duvign. & Plancke
- Haumaniastrum venosum (Baker) Agnew
- Haumaniastrum villosum (Benth.) A.J.Paton

... · 
Ajuga (Zenegroen) · 
Anisomeles · 
Ballota (Ballote) · 
Basilicum · 
Cleonia · 
Clinopodium (Steentijm) · 
Dasymalla · 
Galeopsis (Hennepnetel) · 
Glechoma · 
Haplostachys · 
Hemiandra · 
Hyssopus · 
Lagochilus · 
Lamiastrum · 
Lamium (Dovenetel) · 
Lavandula (Lavendel) · 
Leonurus · 
Lycopus · 
Marrubium · 
Melissa (Melisse) · 
Mentha (Munt) · 
Nepeta (Kattenkruid) · 
Ocimum (Basilicum) · 
Origanum (Marjolein) · 
Perovskia · 
Phlomis · 
Prunella (Brunel) · 
Renschia · 
Rosmarinus · 
Salvia (Salie) · 
Satureja (Bonenkruid) · 
Scutellaria (Glidkruid) · 
Stachys (Andoorn) · 
Teucrium (Gamander) · 
Thymus (Tijm) · 
Vitex · 
Westringia · 
...